# La morte di Giacinto
La morte di Giacinto (La Mort d'Hyacinthe) è un olio su tela di Jean Broc del 1801. Risulta essere l'opera più famosa del pittore francese discepolo di Jacques-Louis David ed è ispirata dalla storia raccontata da Publio Ovidio Nasone nelle sue Metamorfosi. Si tratta di una rappresentazione della morte del bellissimo adolescente Giacinto cullato tra le braccia del suo amante, il dio greco Apollo: di fronte a loro, a terra, il disco che ha causato la morte del ragazzo e che è stato lanciato dal dio stesso.
Acquistato dal barone Horace Demarçay (1813-1866); viene donato al museo cittadino dalla vedova nel 1899, in quanto riteneva sconveniente che vi fossero in casa ritratti di maschi nudi i quali potevano essere veduti anche dalle giovani nipoti. Attualmente appartiene alla collezione della città di Poitiers ed è spesso esposto al Musée Sainte-Croix, il più grande della città.

## Descrizione

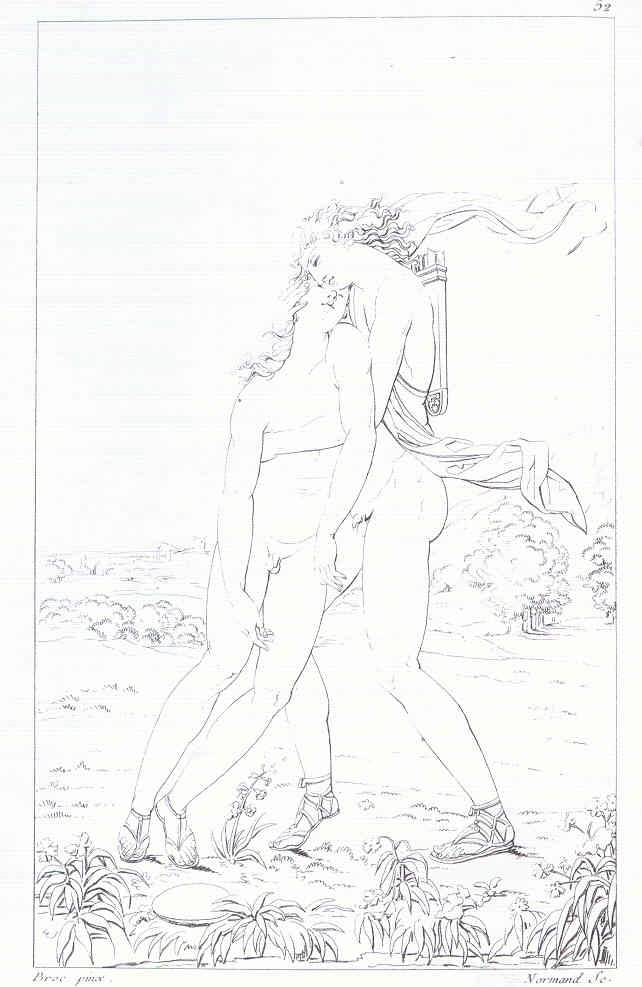
Incisione del quadro

Secondo il testo ovidiano, mentre Apollo e Giacino stavano felicemente giocando al lancio del disco, in preparazione dei giochi olimpici antichi, questi subì improvvisamente un cambio di direzione; difatti, il dio del vento Zefiro, anch'egli innamorato del giovane e geloso della gioia toccata ad Apollo, con una folata di vento mandò il pesante disco a colpire la fronte di Giacinto. Dal sangue sgorgato dal ragazzo morente e caduto al suolo spuntò il fiore che da allora in poi porta il suo nome, l'azzurro Hyacinthus.
Il dipinto mostra Apollo, riconoscibile per il suo mantello rosso e la Lira sulla schiena, che abbraccia strettamente un ragazzo nudo esanime; si tratta di Giacinto, l'adolescente di cui il dio è innamorato. Accanto, ai loro piedi, il disco che ha provocato il tragico incidente. Il vento di ponente, lo Zefiro, continua a soffiare spingendo verso destra il mantello del dio. Intorno sono sparsi dei fiori.
Sullo sfondo vi è un piccolo gruppo di alberi, un corso d'acqua (un lago o un fiume) e una montagna.
Charles Paul Landon ha scritto la seguente analisi del tema del dipinto per il Salon (mostra) di Parigi del 1802:
Questo tema rappresenta la morte di Hyacinthos, favorito di Apollo, mentre gioca col disco assieme al dio; egli sta morendo tra le braccia di Apollo, che lo trasforma nel fiore che porta il suo nome... Apollo, figlio di Zeus, era dotato di una straordinaria bellezza (eguagliata soltanto dal Sole). Questo principe divino, che era altrettanto lodevole per le sue qualità spirituali come per la sua avvenenza esteriore, fu il primo ad insegnare la scienza e le arti (agli antichi popoli mediterranei). Dopo essere stato alleato di Poseidone durante la guerra di Troia, si diresse verso l'isola di Delo, dove rimase per un certo tempo prima di stabilirsi definitivamente nella città di Delfi. Ha insegnato ai Greci il valore della civiltà, ha sottilmente instillato in loro i principi della morale attraverso la musica... Uccide i Ciclopi che avevano forgiato il fulmine che il Re degli dei aveva usato per uccidere suo figlio Asclepio. Cacciato dall'Olimpo egli cerca rifugio presso Admeto, che gli affida le sue mandrie. Durante la sua permanenza sulla Terra, Apollo inventa la lira; Marsia che aveva osato sfidarlo ad una gara di musica, viene punito severamente; in seguito fa crescere a Mida orecchie d'asino per avere assegnato la vittoria a Pan.È lui che ha modellato i mattoni che sono poi stati utilizzati per costruire le possenti mura della città di Troia. Egli alternativamente arde di desiderio per Dafne, Clizia, Coronis e Cirene; le sue disgrazie amorose ammorbidiscono le ire di Zeus, che lo riporta il cielo e ripristina la sua divinità e i suoi poteri.  Dio della poesia, della musica e dell'eloquenza, della medicina, dei presagi e delle arti, che presiede i concerti delle Muse; a volte vive con loro sul monte Parnaso, o sul monte Elicona, o sul Monte Pieris, o sulle rive del Permesse e Hypocrène; a volte presta il proprio fascino alle feste degli dei allietandole con le dolci corde della sua lira. Questo dipinto è stato esposto al Salon 1801 e ha ricevuto una menzione d'onore dalla giuria arte.

## Influenze
Molti altri artisti, pittori e scultori, nel corso dei secoli si sono cimentati nel raffigurare lo stesso tema, un dramma soffuso di una forte connotazione di omoerotismo.

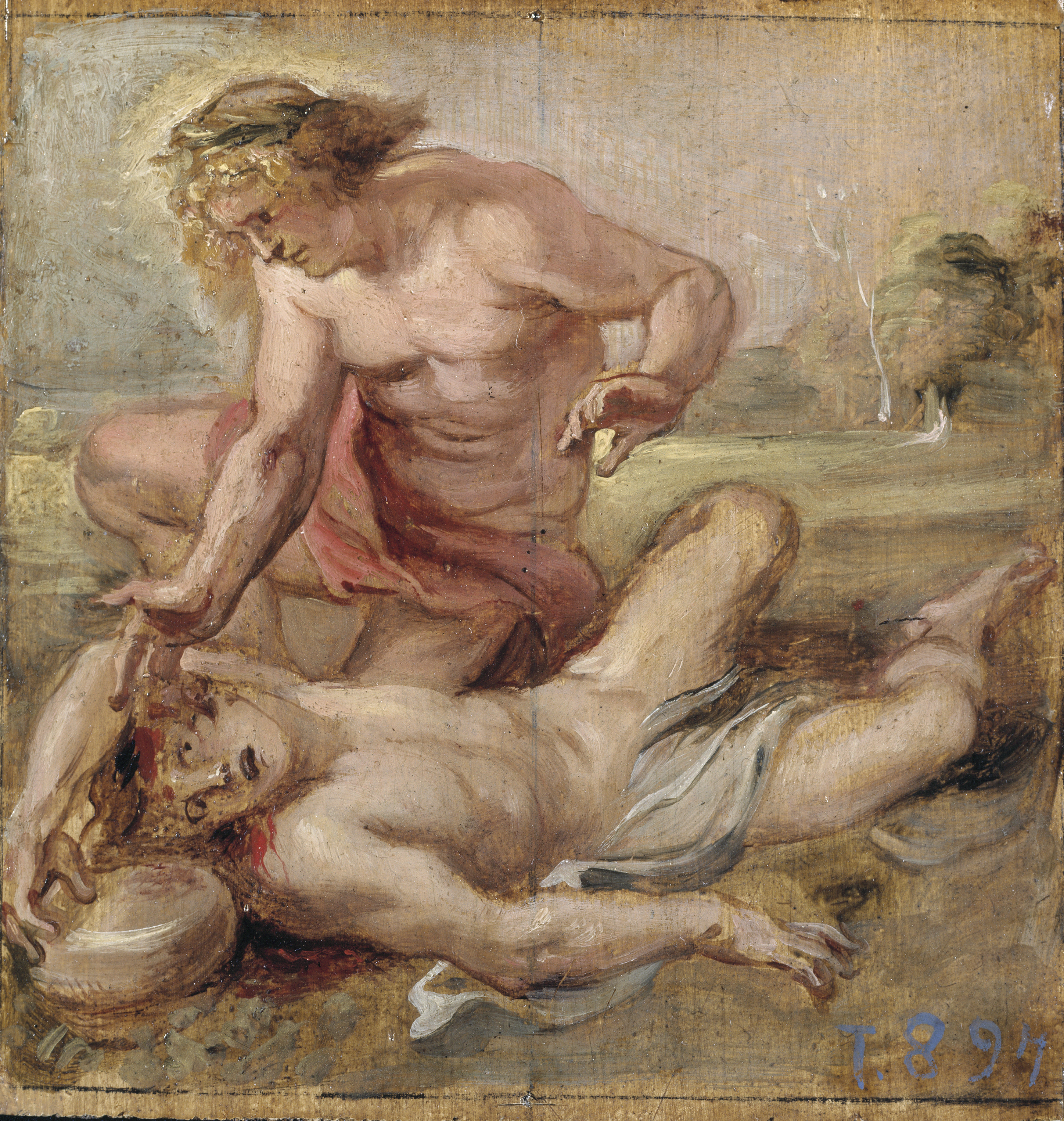
Versione di Peter Paul Rubens
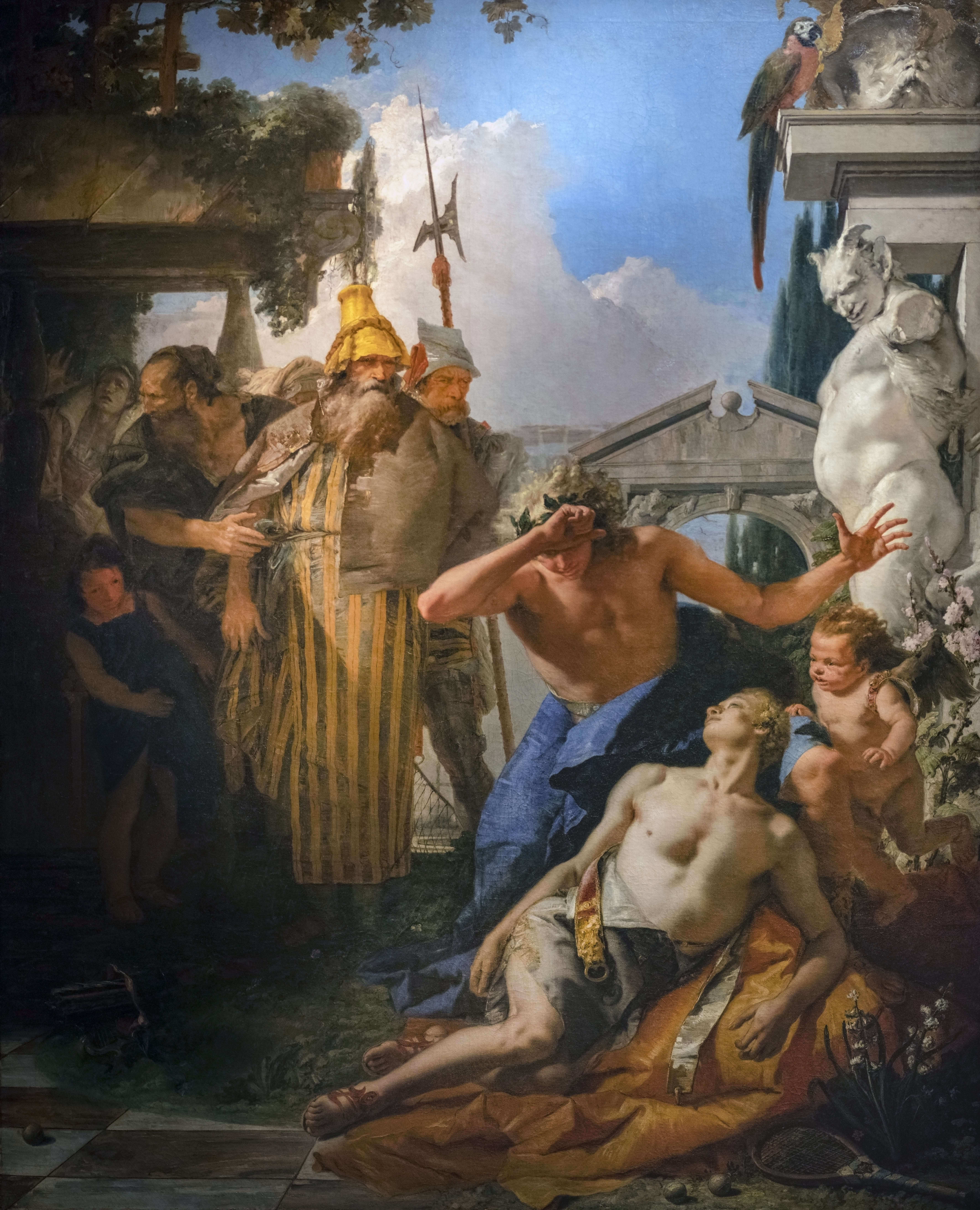
Versione di Giambattista Tiepolo
Versione di Karel Philips Spierincks
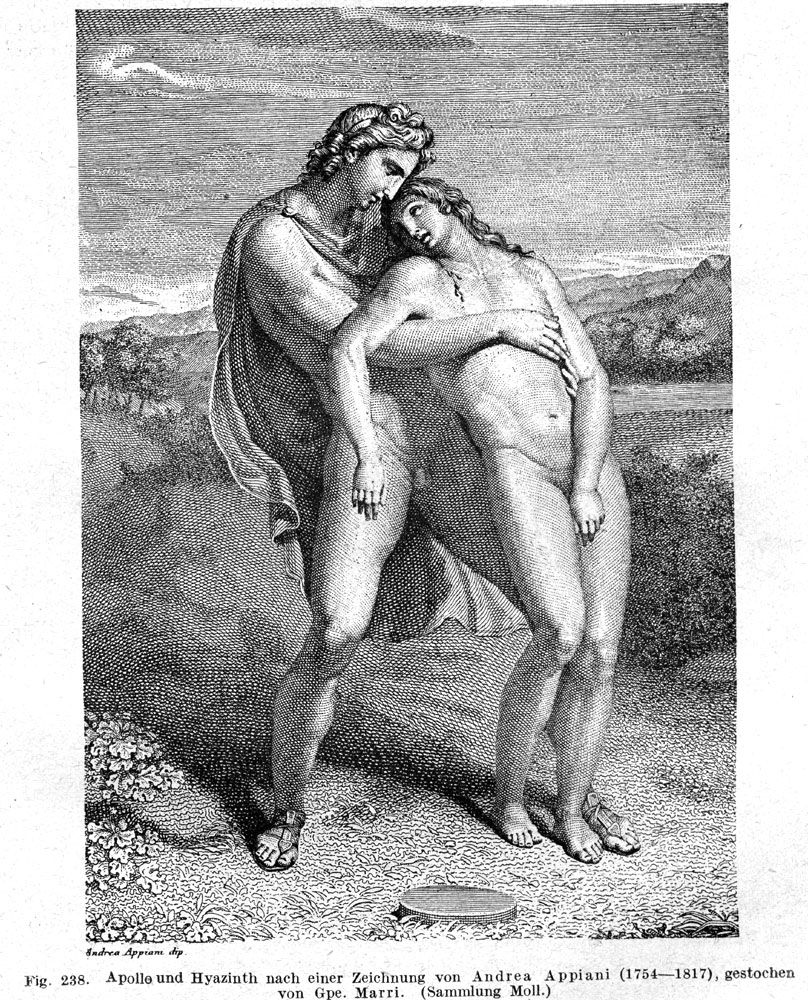
Incisione tratta dal dipinto di Andrea Appiani
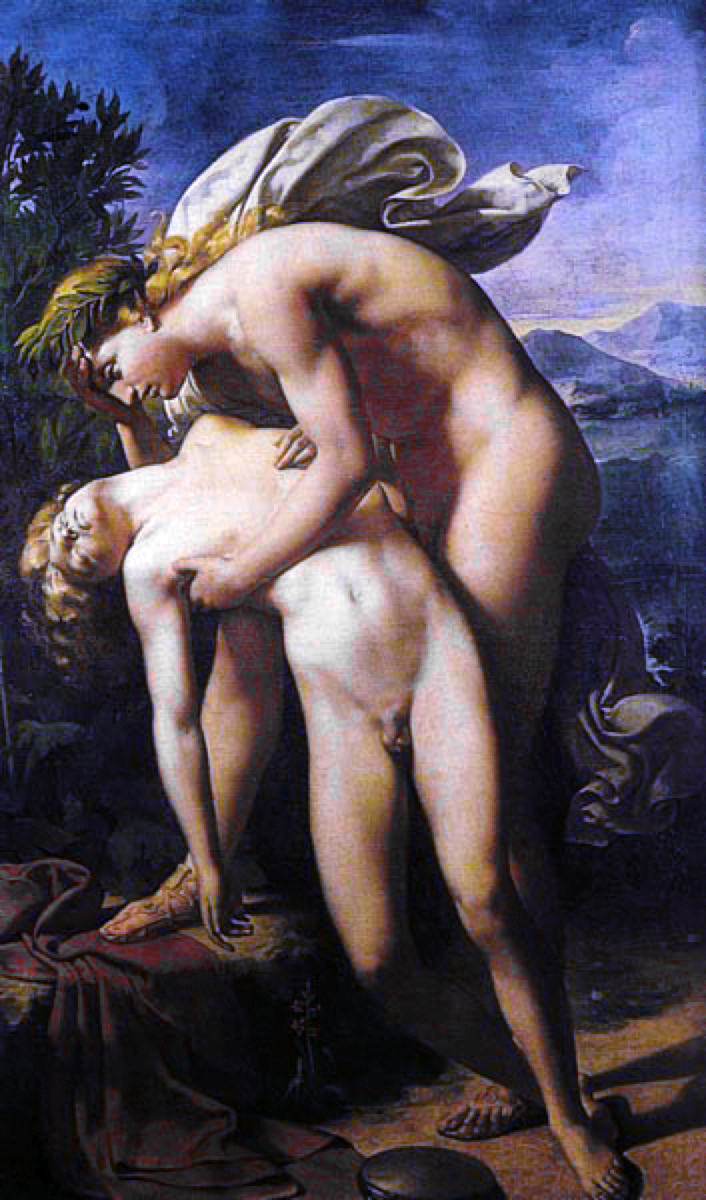
Versione di Merry-Joseph Blondel
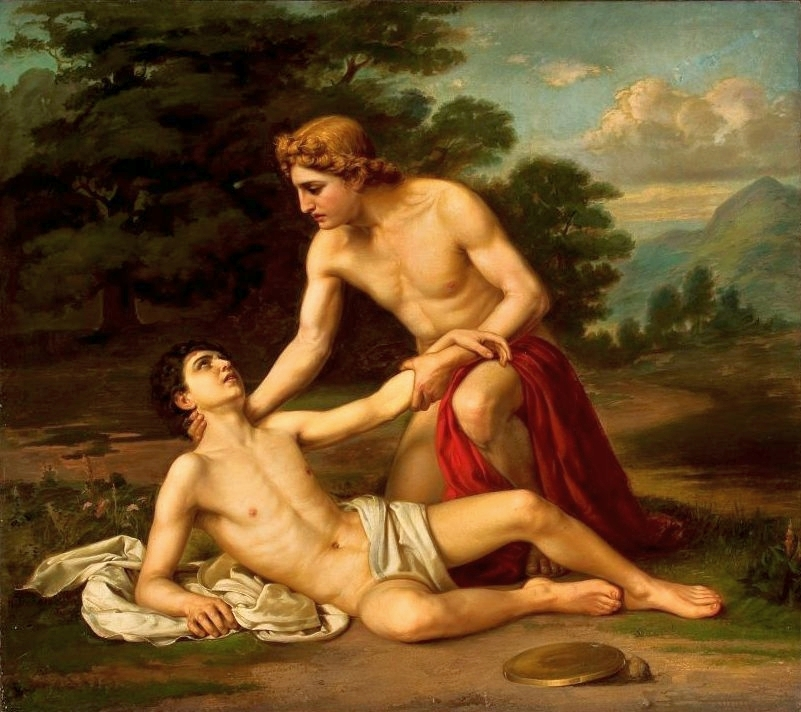
Versione di Aleksandr Aleksandrovič Kiselëv